# 公眾
公眾（英語：Public），是一個社會學上的概念，基本意義是指包含自己在內的社會整體；但為了公平性起見，在實務運作方面通常會產生「排己性」，也就是去除自己及親近團體（如親戚、朋友、同事等）。相近的概念包括人民、大眾、群眾等。 例如公共開支、公共財產、公共汽車等。
具體而言，公眾可再分層、分類。 Aggens 在1983年的研究文章提及，原文：“Identifying different levels of public interest in participation”，以及“There is no single public, but different levels of public based on differing levels of interest and ability”。
公众具有以下特征：群體性、相关性、共同性、变化性、多样性。